# Арним, Гарри фон
Гарри Карл Курт Эдуард фон Арним (нем. Harry Karl Kurt Eduard Graf von Arnim-Suckow; 1824 - 1881) — немецкий дипломат.

## Биография
Гарри Карл Курт Эдуард фон Арним родился 3 октября 1824 года в городе Мойцельфице в Померании.

### Дипломатическая карьера
Сначала он посвятил себя юридической карьере; по окончании университетского курса в 1847 поступил на службу в качестве аудитора, а в 1850 году перешёл на дипломатическое поприще. Вскоре получил назначение при посольстве в городе Мюнхене.
С 1853 по 1855 год исправлял должность секретаря посольства в Риме, откуда был вызван в Берлин, где работал в министерстве иностранных дел Германии до 1858 года.
С 1859 по 1861 год был первым советником прусского посольства в Вене, в 1862 году назначен чрезвычайным послом в Лиссабон, в 1864 году получил такую-же должность в Мюнхене.
Перед Арним открылась арена деятельности, весьма важной по своим последствиям, в октябре 1864 года, когда он был утвержден послом при папской курии в Риме, где вместе с тем ему предстояло с 1866 года поддерживать и усиливать заключённый между Пруссией и Италией дружественный союз, но поддерживать, не вызывая, однако, неприязни Ватикана. Гарри фон Арни выполнял свою задачу с таким дипломатическим искусством, что в 1868 году получил новые полномочия в качестве посла при папском престоле от Северогерманского союза.
Наперекор Ватиканскому собору, Арним советовал своему правительству подвинуть немецких епископов к протесту против догмата непогрешимости, но не мог склонить на свою сторону графа Бисмарка.
28 июля 1870 года фон Арним получил титул графа, в марте 1870 года назначен комиссаром в Брюссель по делам, касавшимся заключения мира с Францией, и в том же качестве действовал во Франкфурте-на-Майне. Там он оказался опять столь ловким и опытным дипломатом, что 23 августа 1871 был назначен чрезвычайным немецким посланником при Французской республике и 9 января 1872 года был аккредитован на этом посту в качестве посла Германской империи. Принципиальные несогласия во мнениях между Арнимом и Бисмарком как по вопросу отношений между Германией и Францией, так и относительно церковной политики послужили поводом к тому, что граф был отозван от своего поста в Париже 2 марта 1874 года и 19 марта того же года назначен посланником в Константинополь, но этого поста он не занял, так как уже 15 мая 1874 был уволен в отставку.

### Судебный процесс, приговор и смерть
На место Арнима посланником во французскую столицу был назначен князь Хлодвиг Гогенлоэ, который 8 июня 1874 года сообщил в Берлин, что в канцелярии посольства не находится нескольких официальных актов, касающихся будущего упразднения папского престола и конклава. После последовавшей вслед за тем ревизии посольского архива оказалось, что не находится, помимо означенных выше документов, ещё около восьмидесяти других важных дипломатических древних актов и предписаний. Арниму было предъявлено официальное требование о выдаче означенных документов, но оно не было им удовлетворено. После настоятельного требования со стороны правительства он представил наконец 14 дипломатических актов; но так как они оказались маловажными, самые же значительные он удержал, то 2 октября министерство предложило государственной прокуратуре в Берлине произвести следствие. 4 октября 1874 года он был арестован в своем имении Нассенгейде, в округе Штетина, и хотя был освобожден по внесении залога в 100000 талеров и по докторскому свидетельству, но вслед за тем за проступки по должности и за утайку грамот привлечен к суду.
Его обвиняли в том, что в бытность в Париже с 1872 по 1874, имея в своем ведении архивные документы, доверенные ему как должностному лицу, он умышленно утаил их и присвоил себе. С 9 по 15 декабря 1874 года в берлинском суде разбирался его процесс; уличенный в умышленной утайке церковно-политических актов, хранившихся в особо определенном для них месте, Арним был обвинен в утайке этих документов и в служебных преступлениях и присуждён к трёхмесячному тюремному заключению, причём был принят в расчёт месяц предварительного заключения.
Государственная прокуратура так же, как и адвокаты графа, апеллировала против решения суда, опубликованного 19 декабря; но результатом этой апелляции было то, что Гарри Карл Курт Эдуард фон Арним был приговорён уже к девятимесячному заключению за утайку официальных документов. Вследствие выяснившихся на этом судебном разбирательстве служебных проступков против Арнима было возбуждено дисциплинарное преследование за уклонение от ареста посредством путешествия по Швейцарии и Италии. Государственный дисциплинарный суд в Потсдаме, разбиравший дело 27 августа 1876 года, приговорил его к увольнению от службы, что вело за собою лишение титула и пенсии. В результате разразившегося скандала был вынужден уйти в отставку и его двоюродный брат Адольф фон Арним-Бойценбург, который в 1877 году занимал пост обер-президента Силезии.
Вслед за этим Гарри фон Арним издал брошюру «Pro nihilo. Vorgeschichte des Arnim-Processes» (Цюрих, 1875), в которой, разоблачая секретные дипломатические документы, резко нападал на Бисмарка. Поэтому по решению прусского государственного суда началось следствие против Арнима по обвинению в государственной измене, оскорблении величества, государственного канцлера и министерства иностранных дел.
11 мая 1876 года происходило заседание государственного суда под председательством вице-президента Мюллера, но разбирательство было отложено до 15 октября по прошению обвиняемого, чтобы в этот срок он мог собрать доказательства в своё оправдание. Между тем Арним оставался все ещё за границей. Члены фамилии Арним решили на семейном совете подать прошение о помиловании их родственника, чтоб этим дать ему возможность возвратиться для личной защиты. По докладу Бисмарка и министра юстиции было решено отказать просителям, и 16 мая было подписано объявление Арнима беглецом, а также предъявлено требование заграничным властям доставить его в тюремное управление на Плёценском озере, где согласно судебному приговору фон Арним должен был отсидеть девять месяцев. Арним прислал докторские свидетельства, в которых значилось, что выполнение судебного приговора было бы опасно для его жизни; однако суд объявил, что свидетельство иностранных докторов не может иметь значения для законной власти. Поэтому дальнейшие происки для замедления дела государственный суд отклонил, и заочным решением он был обвинен в государственной измене и приговорен к пятилетнему заключению в смирительном доме.
Верховный суд отказал в просьбе об отмене приговора. Арним отвечал на это публикацией второй части своей брошюры, в которой, ссылаясь на дипломатические документы, выставлял себя невинной жертвой преследований со стороны князя Бисмарка. Тогда фамилия Арним употребила все усилия, чтобы смыть позор осуждения одного из её членов в государственной измене, и решила в 1880 году, опираясь на свидетельство двух берлинских судебных врачей, заявивших, что продолжение тюремного заключения ввиду слабого здоровья графа небезопасно для его жизни, требовать свободного пропуска для личной явки на суд и возобновления процесса. Имперский суд дозволил ему свободный проезд, но 19 мая 1881 года Арним скончался в городе Ницце. Тело его было привезено в Шлагентин при Гентине и похоронено там в фамильном склепе.